# Нарасима Рао
Памулапарти Венката Нарасима Рао (28. јун 1921 — 23. децембар 2004), председник владе Индије (1991—1996). Био је девети председник владе, а током његова мандата одвијала се значајна економска трансформација Индије.

## Детињство и младост
Нарасима Рао је био полиглота који је говорио 17 језика. Потекао је из сиромашне породице из Андра Прадеша. Магистрирао је право. Током индијске борбе за независност био је активан учесник. После стицања независности укључио се у политику. Био је главни министар Андра Прадеша (1971—1973). Када се поцепао Индијски национални конгрес остао је лојалан Индири Ганди. Постао је познат 1972. и од тада је био министар током мандата Индире Ганди и Раџива Гандија. Био је министар за унутрашње послове, министар за одбрану и министар за спољне послове (1980—1984). Први је председник владе пореклом из Јужне Индије и Андра Прадеша.

## Успон до места премијера
После атентата на Раџива Гандија и општих избора 1991, Нарасима Рао је постао вођа Конгресне партије. На изборима је победила Конгресна партија, а Нарасима Рао је саставио мањинску владу и постао је председник владе. Прва је особа ван Нехру-Ганди династије, која је остала премијер 5 година. Први је и премијер који је предводио мањинску владу током целог мандата од 5 година.

## Економска криза и почетак либерализације
Нарасима Рао је сматрао да Индија треба да прође кроз процес либерализације. Поставио је Манмохана Синга за министра финансија. Индијска стопа раста је била 6,3% од 1991 до 2000. Толико велики економски раст био је резултат спроведене политике либерализације. Дерегуларизација, приватизација и резање трошкова су биле мере које је предузео. Конзервативни вођа БЏП партије Атал Ваџпаји му је био противник, али Рао га је послао да представља Индију на Светској конференцији о разоружању. Ваџпаји је имао тврди став према индијским атомским бомбама. Нарасима Рао је иницирао прагматичну спољну политику ставрања баланса између исламског света и Израела. Успешно је држао династију Нехру-Ганди ван стварне моћи. Гушио је супротна мишљења унутар сопствене партије.

## Тероризам и војска
Џаму и Кашмир су се суочавале са појачаном терористичком активношћу. Убрзо је откривено да су у пакистанском делу Кашмира постојали центри за обуку милитаната. Пре су ти милитанти били усмерени против совјетске војске у Авганистану. Пакистан је директно оптужен да скрива, наоружава и снабдева милитанте који врше упаде у индијски део Кашмира. Нападали би Хиндусе и Сике, а хиљаде људи је напустило Кашмир услед сталне несигурности. Насиље је погодило Кашмир, који је доста зависио од туризма. Насиље је погодило и градове као Делхи и Мумбај. Сличан тероризам се раширио и на североисточне државе Асам, Трипура и Нагаланд. Влада Нарасима Раоа је донела противтерористичке законе.
Војна кампања је била доста успешна, али туризам и трговина су још увек били угрожени. Специјалне полицијске јединице су често прекорачивале овлашћења. Током свог мандата Нарасима Рао је успешно решио Пенџапску кризу. Пенџаб је углавном успешно ослобођен милитаната.
Услед јаког земљотреса у Латуру у Махараштри 1994. погинуло је 10.000 људи, а стотине хиљада су остале без крова над главом. Нарасима Рао је био похваљен због добре организације помоћи погођенима.
Повећао је војни буџет, а посебни нагласак је стављао на обрачун са тероризмом и побунама.

## Криза у Ајођи са Бабри џамијом
На месту где се налазила Бабри џамија у Ајођи пре је постојао хиндуистички храм. То је било место рођења Раме. Могулски цар је у 16. веку уништио хиндуистички храм и изградио на том месту Бабри џамију. Индијски националисти су 6. децембра 1992. године напали и уништили Бабри џамију. Уништење џамије изазвало је муслиманске протесте широм Индије у готово свим већим градовима: Делхију, Мумбају, Калкути, Хајдерабаду, Бопалу и Ахмедабаду. Верује се да је бомбашки напад у Мумбају 1993. године, у коме је страдало стотине људи, а хиљаде било озлеђено, био заправо облик муслиманске освете за Ајођу.

## Каснији живот
Успешно је прошао током једне кризе када је било гласање о неповерењу влади 1994. године. Корупционашки скандал из 1996. године тешко је погодио његову владу. Наводно је био укључен у један од највећих корупционашких скандала у Индији. Један индијски брокер је тврдио да је дао Рау 300.000 долара. Влада је то све настојала да прикрије. Услед тог корупционашког скандала изгубио је изборе 1996. године. После је оптужен на суду за неколико случајева подмићивања, али ослобођен је свих тих оптужби.
Умро је 23. децембра 2004. године у 83. години живота од последица срчаног удара.